# Huhtamäki
Die Huhtamäki Oyj (andere Schreibweisen: Huhtamaki und Huhtamaeki) ist ein Hersteller von Verpackungsmaterialien und Verpackungen mit Sitz im finnischen Espoo. Das Unternehmen wird an der Nasdaq Helsinki Ltd. notiert und befindet sich vollständig im Streubesitz.
Heute agiert Huhtamäki weltweit im Verpackungsmarkt für Lebensmittel. Der größte Teil der Umsatzerlöse wird außerhalb Finnlands erwirtschaftet. Die Produktpalette umfasst Hartpapier, Starre Kunststoffe, Flexible Packstoffe & Formfaserstoffe, Form- & Füllmaschinen.
In Deutschland existieren Standorte der deutschen Tochtergesellschaft Huhtamaki Flexible Packaging Germany GmbH & Co. KG in Ronsberg im Ostallgäu mit 1.000 Mitarbeitern (Flexible Packstoffe) und Alf an der Mosel (Starre Kunststoffe). Der Standort Göttingen wurde auf Grundlage einer Konzernentscheidung geschlossen und Mitte 2007 geräumt (Verkauf des Areals).